# 重源の郷

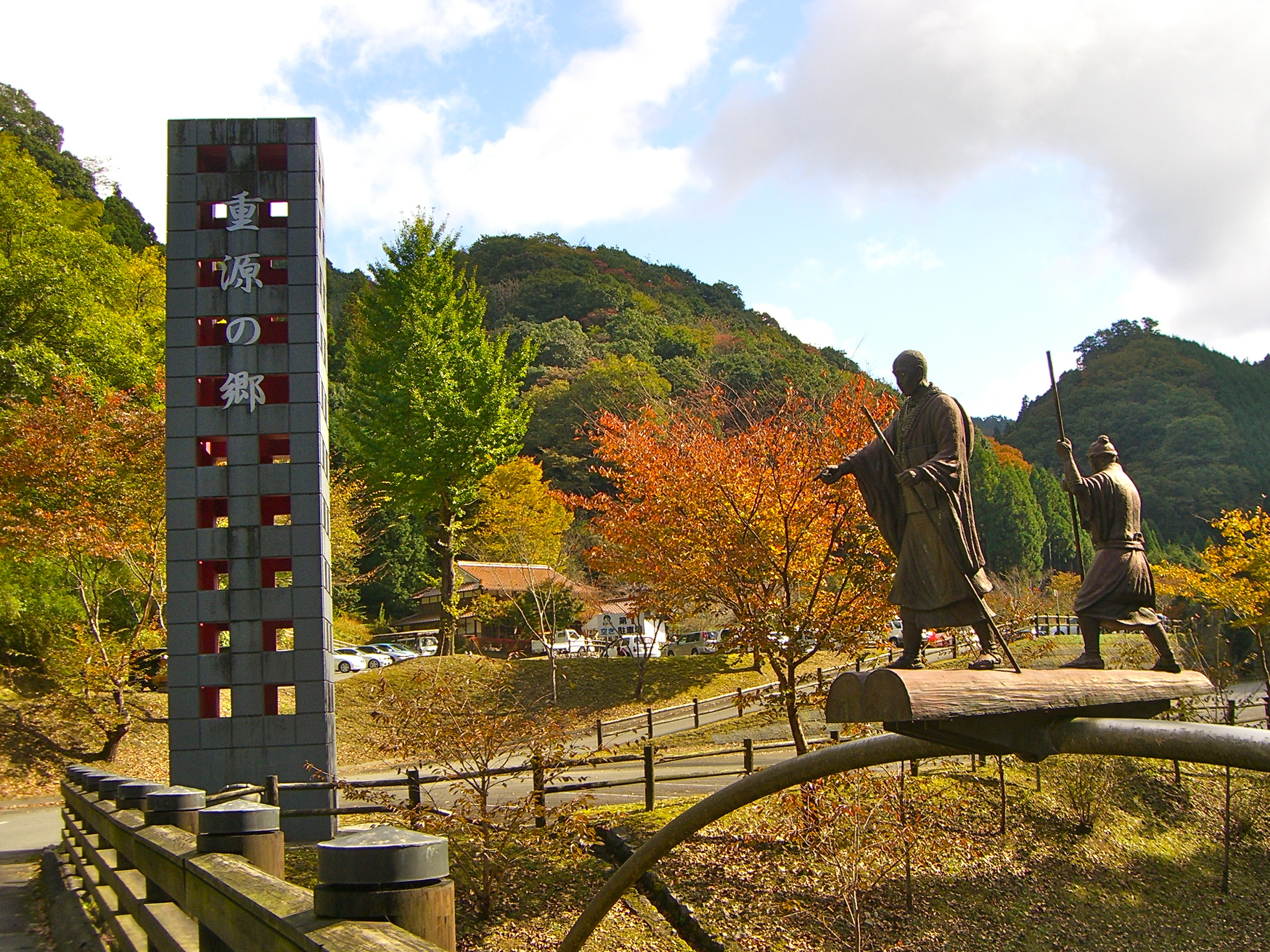
重源の郷

重源の郷（ちょうげんのさと）は、山口県山口市徳地深谷にある体験交流公園。

## 概要
1998年（平成10年）4月に開園した体験交流公園である。天然の地形を生かして、昔ながらの山村風景を再現しており、パンフレットなどでは「時を越えた夢工房」と銘打っている。
園内には、藍染め・紙漉き・竹細工・紙細工などの手作り体験工房、子供たちのためのアスレチック施設、食事処・甘味処がある。
遊歩道では森林浴を満喫できる。園内の木や花が四季折々に変化を見せ、特に6月のハナショウブやアジサイが見事で、秋の紅葉時も来場者が多い。
文化伝承館では、園名の由来になった平安時代末期の僧・重源の業績を伝えている。重源は1180年（治承4年）に平重衡の兵火により焼失した東大寺再建事業の総責任者（東大寺大勧進）として、徳地町（現山口市）の材木を伐り出す作業の舵取りを行った。
経営主体は、山口市が過半数を出資した第三セクター方式の株式会社ちょうげん。ただし現在は指定管理者制度の下で山口市から指定された業者として運営にあたっている。
リニューアル工事のため2023年（令和5年）4月から休園していたが、2025年（令和7年）4月24日にリニューアルオープンした。

## 利用情報
- 開園時間
  - 夏期 5月から10月 - 9：30から17：00まで
  - 冬期 11月から4月 - 9：30から16：30まで
- 休園日 - 水曜日（祝日の場合はその翌日）、年末年始
- 備考 - 施設の敷地横（チケット売場の先）に、民間の既存店の民芸料理「かじかの里 美濃吉」がある。食事に行く旨を告げると、入場料無しで、車のまま入場することができる。

## 交通アクセス
- JR防府駅から防長バスにて約30分
- JR徳山駅から防長バスにて約40分

## 周辺
- ふれあいパーク大原湖（大原湖キャンプ場）[3]
- 岸見の石風呂 - 重要有形民俗文化財。杣人夫の治療と保養のため、重源上人によって造られたといわれる[4]。